# Halichoeres socialis
Halichoeres socialis is een  straalvinnige vissensoort uit de familie van lipvissen (Labridae). De wetenschappelijke naam van de soort is voor het eerst geldig gepubliceerd in 2003 door Randall & Lobel.
De soort staat op de Rode Lijst van de IUCN als Kritiek, beoordelingsjaar 2008.